# Stevan Jovetić
Stevan Jovetić (cyryl. Стеван Јоветић, wym. [stɛʋan jɔʋɛtitɕ]; ur. 2 listopada 1989 w Titogradzie) – czarnogórski piłkarz występujący na pozycji napastnika w cypryjskim klubie Omonia Nikozja oraz w reprezentacji Czarnogóry.
Z powodu swojej dawnej fryzury otrzymał przydomki Rocker oraz Puyol.

## Kariera klubowa
Stevan Jovetić zawodową karierę rozpoczął w 2006 w Partizanie Belgrad. Wcześniej trenował w szkółce juniorów tego zespołu, do której trafił z klubu Mladost Podgorica. W debiutanckim sezonie w seniorskiej drużynie Partizana Jovetić wystąpił tylko w 2 ligowych pojedynkach. W kolejnych ligowych rozgrywkach wywalczył już sobie miejsce w podstawowej jedenastce swojego zespołu. 2 sierpnia 2007 Jovetić w wygranym 5:0 meczu Pucharu UEFA przeciwko Zrinjski Mostar zdobył hat-tricka. Po tym, jak na początku 2008 Antonio Rukavina odszedł do Borussii Dortmund, Jovetić został kapitanem ekipy „Grobari”, stając się najmłodszym zawodnikiem w historii klubu, który pełnił tę rolę. W sezonie 2007/2008 strzelając 11 bramek w Meridijan Superliga, czarnogórski zawodnik w dużym stopniu przyczynił się do sięgnięcia przez Partizan po tytuł mistrza Serbii.
31 maja 2008 Jovetić podpisał kontrakt z Fiorentiną, suma transferu wynosiła ok. 8 milionów euro. Tym samym działacze włoskiej drużyny uprzedzili między innymi Juventus F.C., Manchester United i Real Madryt, które także były zainteresowane pozyskaniem Czarnogórca. W Serie A Jovetić po raz pierwszy wystąpił 31 sierpnia w zremisowanym 1:1 pojedynku z Juventusem. Pierwszego gola w lidze włoskiej strzelił natomiast 5 kwietnia 2009 podczas zwycięskiego 2:1 spotkania z Atalantą BC. W sezonie 2009/2010 w 29 meczach Serie A Jovetić strzelił 6 goli i miał 7 asyst.
Po zakończeniu rozgrywek zainteresowanie Czarnogórcem wyraziło wiele innych klubów, między innymi FC Barcelona. Podczas przygotowań do sezonu 2010/2011, na jednym z treningów Jovetić po starciu z klubowym kolegą – Mario Bolattim zerwał więzadła w prawym kolanie. Według wstępnych diagnoz czeka go co najmniej pół przerwy.
Przez The Sun został uznany jednym z 20 największych talentów w Europie.
W lipcu 2013 podpisał kontrakt z Manchesterem City. Pierwszego gola w Premier League zdobył w wygranym 5:1 meczu z Tottenhamem na White Hart Lane.
31 lipca 2015 został wypożyczony na 18 miesięcy do Interu Mediolan. Po zakończeniu wypożyczenia odszedł do Interu na stałe.
10 stycznia 2017 odszedł na półroczne wypożyczenie do hiszpańskiego klubu Sevilla FC.
29 sierpnia 2017 przeszedł do klubu AS Monaco.

## Kariera reprezentacyjna
W reprezentacji Czarnogóry Jovetić zadebiutował 24 marca 2007 w wygranym 2:1 spotkaniu przeciwko Węgrom. Wcześniej występował w drużynie do lat 21, której w wieku 17 lat został kapitanem. Rozegrał dla niej 6 spotkań i zdobył 2 bramki. Jovetić został wybrany najlepszym czarnogórskim piłkarzem w 2009.